# Tamara Pressová
Tamara Pressová (10. května 1937, Charkov, USSR – 26. dubna 2021, Moskva, Rusko) byla sovětská atletka, trojnásobná olympijská vítězka.

## Sportovní kariéra
Jejím prvním mezinárodním úspěchem byl zisk zlaté medaile v hodu diskem a stříbrné medaile ve vrhu koulí na mistrovství Evropy ve Stockholmu v roce 1958. O dva roky později na olympiádě v Římě v roce 1960 vyhrála soutěž koulařek a vybojovala stříbrnou medaili v hodu diskem.
Obě vrhačské disciplíny vyhrála na evropském šampionátu v Bělehradu v roce 1962 i na olympiádě v Tokiu v roce 1964.
Celkem šestkrát vylepšila světový rekord ve vrhu koulí – z výkonu 17,52 m v roce 1959 až na 18,59 m v roce 1965. Rovněž šestkrát vytvořila světový rekord v hodu diskem. První její rekord v roce 1960 měl hodnotu 57,15 m, poslední šestý 59,70 m pochází z roku 1965.
Po zavedení sextestů u vrcholových atletek Tamara Pressová, stejně jako její sestra Irina, ukončila závodní kariéru. V rámci operace Aerodynamic uvažovala CIA o jejím zverbování.